# Мандриола (Анкона)
Мандриола је насеље у Италији у округу Анкона, региону Марке.
Према процени из 2011. у насељу је живело 82 становника. Насеље се налази на надморској висини од 58 м.